# Церковь Преображения Господня (Нестерово)
Церковь Преображения Господня (Преображенская церковь) — православный храм в деревне Нестерово Рузского городского округа Московской области. Входит в состав Рузского благочиния Одинцовской епархии Русской православной церкви

## История
Каменная церковь, с каменной же колокольней, в стиле ампир (по другим сведениям — классицизм), взамен упразднённой в селе Старая Руза деревянной, была заложена в 1821 году и закончена в 1824 году. Строительство велось на средства местной помещицы Ольги Матвеевны Ивинской. В храме было два престола — Преображения Господня и Казанской иконы Божией Матери, считался усадебным и не имел трапезной.
В 1902 году, на средства прихожан, была сооружена каменная ограда с железной решёткой.
При советской власти в бывшей усадьбе, принадлежавшей вдове писателя Писемского, на территории которой находился храм, был устроен санаторий КГБ. Между колокольней и церковью соорудили двухэтажный деревянный жилой корпус, на колокольне установили водонапорный бак, здание церкви использовали под кладовую.

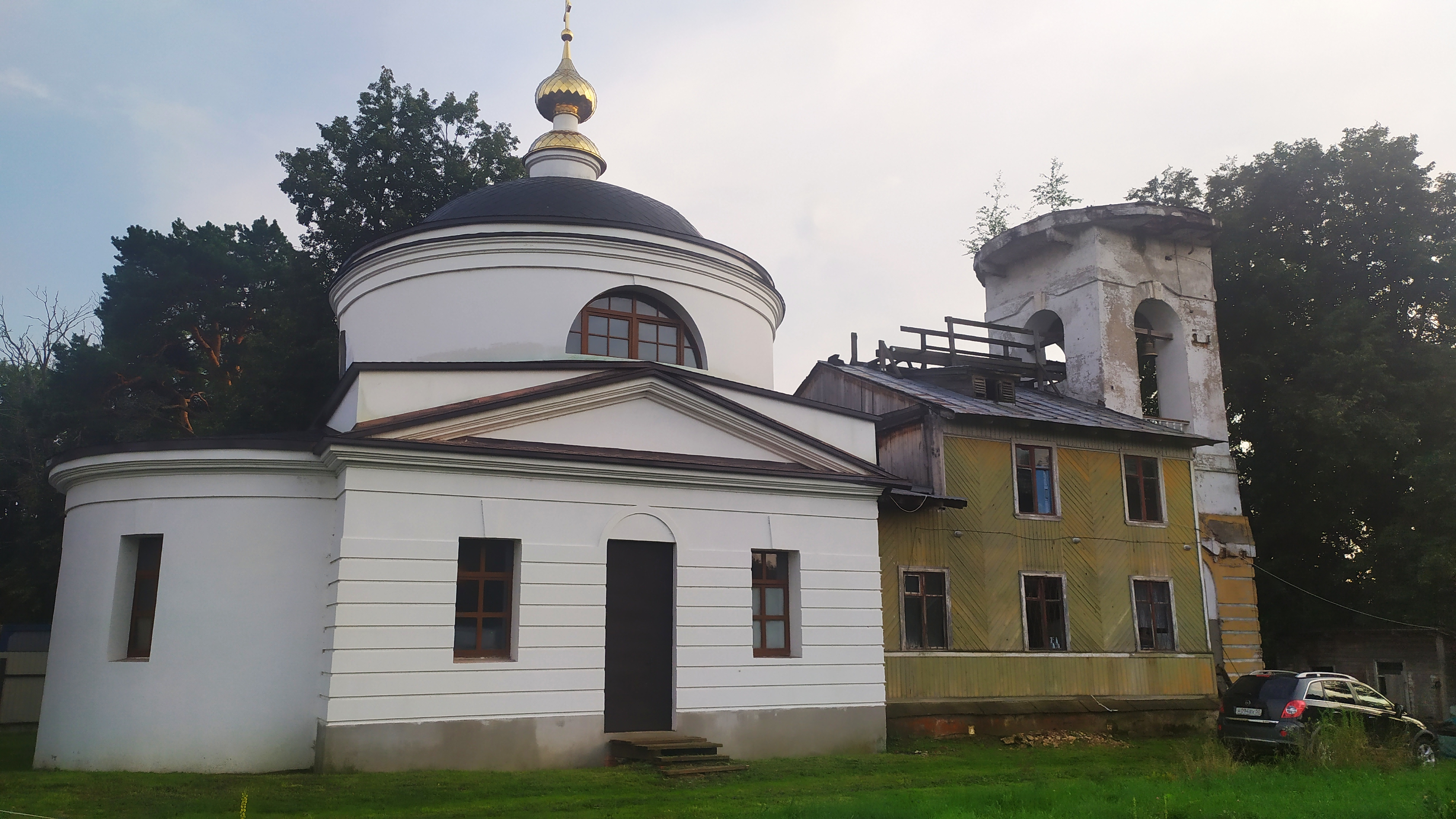
Храм в 2021 году

В 1980 году был составлен паспорт научного учёта памятника, в настоящее время храм передан верующим, проведены расчистка.
В 2010-е годы начат ремонт, ведутся подготовительные работы для установки купола с крестом, совершаются регулярные богослужения по субботам, воскресным и праздничным дням.